# Lliga veneçolana de bàsquet
La lliga veneçolana de bàsquet (anomenada Liga Profesional de Baloncesto de Venezuela) és la màxima competició de basquetbol a Veneçuela.

## Història
La Liga Especial de Baloncesto es va fundar l'any 1974 amb la idea que a Veneçuela es realitzessin temporades basquetbolístiques suficientment llargues, amb partits d'anada i tornada, a imatge de les lligues europees i americanes. José Beracasa (fundador de la Federació Veneçolana de Bàsquet) va donar la idea i el Sr. Arturo Rodó, qui presidia la Federació en aquell moment, va acollir la iniciativa, donant inici a la competició, amb quatre equips, i permetent a cadascun importar dos jugadors estrangers.
Caracas, Beverly Hills, Carabobo i Aragua, disputaren la primera temporada amb un èxit sense precedents. Es disputaren un total de 19 campionats entre 1974 i 1992.
El 1992 es fundà l'actual Liga Profesional de Baloncesto (LPB), amb vuit equips. La temporada regular de la LPB comença el febrer de cada any i acaba a inicis del mes de maig, amb un total de 42 jornades. També se celebra un Partit de les Estrelles capa a mitjan competició. Els sis millors conjunts disputen les eliminatòries pel títol, disputant tres sèries anomenades Semifinal A, al millor de quatre partits. Els tres guanyadors i el millor perdedor disputen les Semifinals B. Els dos guanyadors passen a disputar la Gran Final, disputada al millor de quatre partits.
De forma paral·lela a la Liga Profesional, es disputa la Liga Nacional de Baloncesto de Venezuela. Molts dels jugadors disputen les dues competicions.

## Equips participants
- Cocodrilos de Caracas
- Gaiteros del Zulia
- Guaiqueries de Margarita

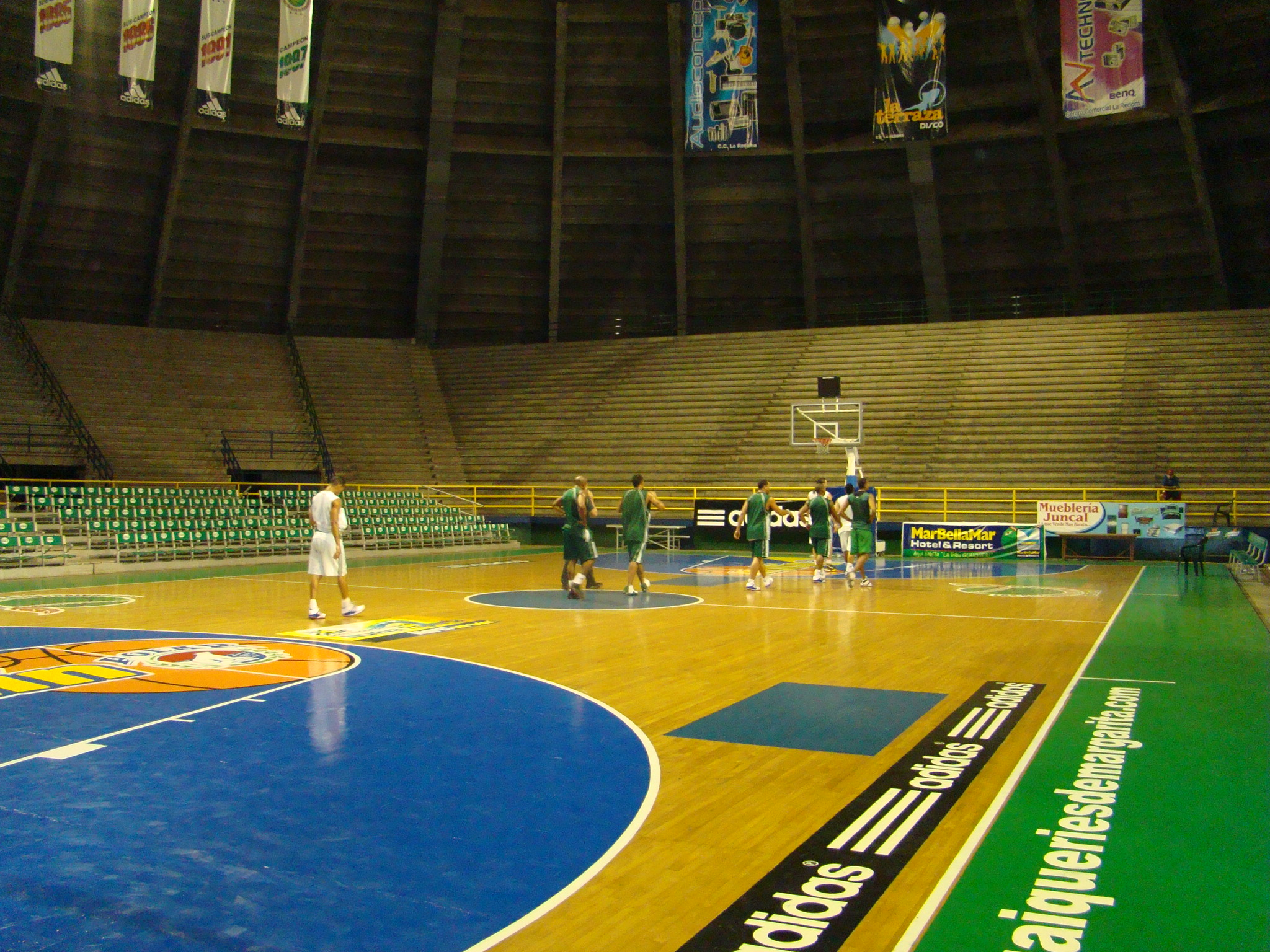
Entrenament dels Guaiqueríes de Margarita.

- Guaros de Lara (anteriorment Bravos de Lara)
- Marinos de Anzoátegui (anteriorment Marinos de Oriente)
- Panteras de Miranda
- Toros de Aragua
- Trotamundos de Carabobo
- Gigantes de Guayana
- Bucaneros de La Guaira

## Historial

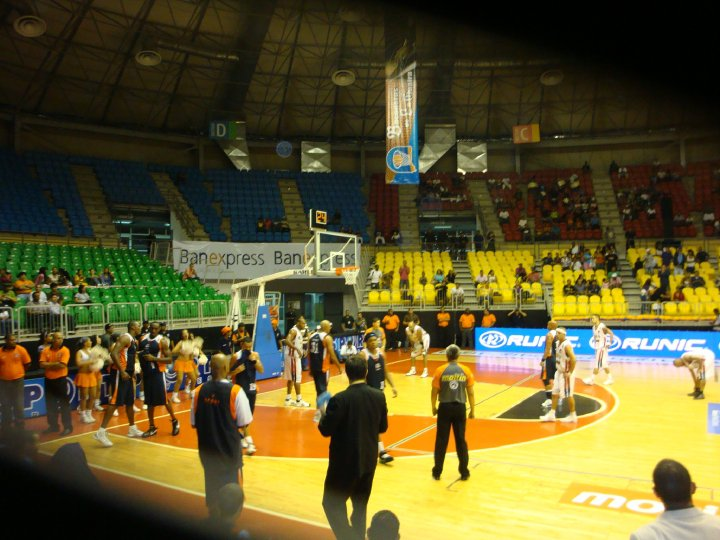
Imatge d'un partit de Bucaneros de La Guaira.

- 1974: Ahorristas de Caracas
- 1975: Legisladores de Carabobo
- 1976: Panteras de Táchira
- 1977: Guaiqueríes de Margarita
- 1978: Guaiqueríes de Margarita
- 1979: Guaiqueríes de Margarita
- 1980: Guaiqueríes de Margarita
- 1981: Guaiqueríes de Margarita
- 1982: Guaiqueríes de Margarita
- 1983: Panteras de Lara
- 1984: Gaiteros del Zulia
- 1985: Gaiteros del Zulia
- 1986: Trotamundos de Carabobo
- 1987: Trotamundos de Carabobo
- 1988: Trotamundos de Carabobo
- 1989: Trotamundos de Carabobo
- 1990: Cardenales de Portuguesa
- 1991: Marinos de Oriente
- 1992: Cocodrilos de Caracas
- 1993: Marinos de Oriente
- 1994: Trotamundos de Carabobo
- 1995: Panteras de Miranda
- 1996: Gaiteros del Zulia
- 1997: Guaiqueríes de Margarita
- 1998: Marinos de Oriente
- 1999: Trotamundos de Carabobo
- 2000: Cocodrilos de Caracas
- 2001: Gaiteros del Zulia
- 2002: Trotamundos de Carabobo
- 2003: Marinos de Oriente
- 2004: Marinos de Oriente
- 2005: Marinos de Anzoátegui
- 2006: Trotamundos de Carabobo
- 2007: Guaiqueríes de Margarita
- 2008: Cocodrilos de Caracas
- 2009: Marinos de Anzoátegui
- 2010: Cocodrilos de Caracas
- 2011: Marinos de Anzoátegui
- 2012: Marinos de Anzoátegui
- 2013: Cocodrilos de Caracas
- 2014: Marinos de Anzoátegui
- 2015: Marinos de Anzoátegui
- 2015-16: Cocodrilos de Caracas
- 2017: Guaros de Lara